# Silk Road
Silk Road (eng. for Silkevejen, kendt som anonymous marketplace) var et online sort marked på det Dybe net. Det blev drevet som en skjult Tor-service, således at besøgende kunne færdes anonymt uden at risikere potentiel trafikovervågning. Hjemmesiden blev lanceret i januar 2011 af Ross William Ulbricht. Stifteren bag hjemmesiden blev anholdt og siden lukket ned den 2. oktober 2013 af FBI. Under tiden kaldt "Amazon.com for ulovlige stoffer"  eller "eBay for narkotika". I marts 2013 havde hjemmesiden 10.000 forskellige produkter til salg, 70% var narkotika.

## Om siden
Betalingen på hjemmesiden foregik via net-møntfoden bitcoin, som brugere kunne få mod betaling af rigtige penge. De forskellige produkter blev sendt igennem postvæsnet, fordi risikoen for stikprøvekontroller ikke er så store.

## Historie
Silk Road blev grundlagt i februar 2011. I juni 2011 bad den amerikanske senator Charles Schumer de føderale myndigheder såsom DEA og Justitsministeriet om at lukke hjemmesiden. Myndigheder beslaglagde domænet den 2. oktober 2013 som en del af anholdelsen af Ross William Ulbricht. 
Navnet "Silk Road" (silkevejen) kommer fra et historisk netværk af handelsruter, som startede under Han-dynastiet (206 f.Kr. - 220 e.Kr.), mellem Europa, Indien, Kina og mange andre lande på den afro-euro-asiatiske jord. Denne handel fik navnet fra den lukrative kinesiske silkehandel, der blev udført langs ruten, selv om mange andre ting end silke også blev handlet.
I februar 2013 blev en australsk kokain- og MDMA-forhandler som den første person dømt for forbrydelser direkte relateret til Silk Road. Australsk politi er målrettet gået efter Silk Road-brugere og har foretaget anholdelser, men med begrænset succes, hvad angår domfældelser.
Den 1. maj 2013 var Silk Road servere nede for en kort periode grundet et vedvarende DDoS-angreb.
Den 2. oktober 2013 blev Silk Road beslaglagt og lukket af FBI. Under ransagninger blev der beslaglagt 19 millioner kroner. Dog menes ejeren at have tjent næsten en halv milliard kroner i hele sidens levetid.  Få timer efter lukningen arresterede britiske myndigheder fire personer med forbindelse til siden.

## Notater
1. ↑  Love, Dylan (2013-11-06). "Silk Road 2.0". Business Insider. Hentet 2013-11-07.
2. ↑  https://www.fbi.gov/contact-us/field-offices/newyork/news/press-releases/ross-ulbricht-the-creator-and-owner-of-the-silk-road-website-found-guilty-in-manhattan-federal-court-on-all-counts, U.S. Attorney's Office, 5. februar 2015
3. ↑  FBI lukker Silk Road og arresterer manden bag, 3. oktober 2013, version2
4. 1 2  Criminal Complaint Arkiveret 16. juni 2015 hos  WebCite, United States of America, 2. oktober 2013
5. ↑  Silk Road: Not Your Father's Amazon.com, 5 November 2011, All Things Considered, NPR Staff, Broadcast radio segment
6. ↑  Monetarists Anonymous, 29. September 2012, The Economist
7. ↑  Silk Road: the online drug marketplace that officials seem powerless to stop, the Guardian, 22. marts 2013
8. 1 2  Narkobaronen bag Silk Road var på politisk mission og hyrede lejemorder Arkiveret 5. oktober 2013 hos  Wayback Machine, http://politiken.dk, 4. oktober 2013
9. ↑  Schumer Pushes to Shut Down Online Drug Marketplace. NBC New York. Associated Press. 5 June 2011.
10. ↑  FBI raids alleged online drug market Silk Road, arrests owner Arkiveret 4. oktober 2013 hos  Wayback Machine, 2. okt 2013, reuters
11. ↑  The Underground Website Where You Can Buy Any Drug Imaginable Arkiveret 1. maj 2013 hos  Wayback Machine, 6. jan 2011, Gawker
12. ↑  Police crack down on Silk Road following first drug dealer conviction Technology, WIRED, 1. februar 2013
13. ↑  Bitcoin: the hacker currency that's taking over the web, The Guardian, 12. juni 2011
14. ↑  The online drug marketplace Silk Road is collapsing – did hackers, government or Bitcoin kill it? Arkiveret 26. september 2015 hos  Wayback Machine, 1. maj 2013, The Telegraph
15. ↑  Fire briter anholdt i stor Silk Road-aktion, version2.dk, 9.oktober 2013